# Slightly Scarlet (1956)
Slightly Scarlet is een Amerikaanse film noir uit 1956 onder regie van Allan Dwan. Het scenario is gebaseerd op de roman  Love's Lovely Counterfeit (1942) van de Amerikaanse auteur James M. Cain.

## Verhaal
Dorothy Lyon wordt op borgtocht vrijgelaten dankzij haar zus June. Zij is de secretaresse van Frank Jansen, de Democratische kandidaat voor het burgemeesterschap. Hij heeft een oogje op June. Wanneer de tegenkandidaat van Jansen dat te weten komt, gebruikt hij die informatie om hem zwart te maken. Intussen wordt ook de tegenkandidaat verliefd op June.

## Rolverdeling
| Acteur         | Personage     |
| -------------- | ------------- |
| John Payne     | Ben Grace     |
| Rhonda Fleming | June Lyons    |
| Arlene Dahl    | Dorothy Lyons |
| Kent Taylor    | Frank Jansen  |
| Ted de Corsia  | Solly Caspar  |
| Lance Fuller   | Gauss         |
| Buddy Baer     | Lenhardt      |